# Kanada na Letnich Igrzyskach Olimpijskich 2000
Kanadę na Letnich Igrzyskach Olimpijskich 2000 reprezentowało 294 zawodników, 150 mężczyzn i 144 kobiety.

## Zdobyte medale
| Medal  | Zawodnik | Dyscyplina             | Konkurencja                     |
| ------ | --- | ---------------------- | ------------------------------- |
| Złoto  | Simon Whitfield | Triathlon              | Indywidualnie                   |
| Złoto  | Daniel Igali | Zapasy                 | Styl wolny, kategoria do 69 kg  |
| Złoto  | Sébastien Lareau Daniel Nestor | Tenis ziemny           | Gra podwójna                    |
| Srebro | Caroline Brunet | Kajakarstwo            | K-1 500 m                       |
| Srebro | Nicolas Gill | Judo                   | Kategoria do 100 kg             |
| Srebro | Émilie Heymans Anne Montminy | Skoki do wody          | Platforma 10 m – synchronicznie |
| Brąz   | Steve Giles | Kajakarstwo            | C-1 1000 m                      |
| Brąz   | Anne Montminy | Skoki do wody          | Platforma 10 m                  |
| Brąz   | Mathieu Turgeon | Gimnastyka             | Trampolina                      |
| Brąz   | Karen Cockburn | Gimnastyka             | Trampolina                      |
| Brąz   | Emma Robinson Buffy Alexander Theresa Luke Heather McDermid Lesley Thompson-Willie Dorota Urbaniak Heather Davis Laryssa Biesenthal Alison Korn (sternik) | Wioślarstwo            | Ósemka                          |
| Brąz   | Curtis Myden | Pływanie               | 400 m stylem zmiennym           |
| Brąz   | Kirstin Normand Erin Chan Jacinthe Taillon Reidun Tatham Jessica Chase Catherine Garceau Fanny Letourneau Lyne Beaumont Claire Carver-Dias                | Pływanie synchroniczne | Drużynowo                       |
| Brąz   | Dominique Bosshart | Taekwondo              | Kategoria do 67 kg              |